# دايان كونتيراتو
دايان كونتيراتو (مواليد 17 أكتوبر 1990 في بورتو أليغري) عارضة أزياء برازيلية.

## روابط خارجية
- دايان كونتيراتو على موقع دليل عارضات الأزياء (الإنجليزية)
- دايان كونتيراتو في موديل.كوم